# Domaine de Bort
Le domaine de Bort est situé dans la commune de Saint-Priest Taurion, en Haute-Vienne, dans la région Nouvelle Aquitaine. Le domaine contient un château datant du XVe siècle.

## Histoire
La construction du château débute au XVe siècle. 
En 1783, Léonard Muret rachète le château à Guillaume Grégoire de Roulhac, maire de Limoges, qui venait d'en hériter de son oncle François de Roulhac, chanoine de Limoges, qui lui-même le tenait par héritages successifs de Joseph Descoutures (1590-1661), juge au Présidial de Limoge. 
En 1848, lors de la révolution, le château est pillé. Durant les années 1850 à 1860, Pierre-Edmond Teisserenc de Bort rénove le château, lui conférant un style néogothique. 

## Description du domaine
Le domaine de Bort fait 1 100 hectares. 